# Mendham
Mendham és una població dels Estats Units a l'estat de Nova Jersey. Segons el cens del 2007 tenia 5.073 habitants.

## Demografia
Segons el cens del 2000, Mendham tenia 5.097 habitants, 1.781 habitatges, i 1.380 famílies. La densitat de població era de 326,9 habitants/km².
Dels 1.781 habitatges en un 36,6% hi vivien nens de menys de 18 anys, en un 69,3% hi vivien parelles casades, en un 6,7% dones solteres, i en un 22,5% no eren unitats familiars. En el 18,6% dels habitatges hi vivien persones soles el 10% de les quals corresponia a persones de 65 anys o més que vivien soles. El nombre mitjà de persones vivint en cada habitatge era de 2,72 i el nombre mitjà de persones que vivien en cada família era de 3,13.
Per edats la població es repartia de la següent manera: un 26,8% tenia menys de 18 anys, un 4,3% entre 18 i 24, un 24,1% entre 25 i 44, un 28% de 45 a 60 i un 16,8% 65 anys o més.
L'edat mediana era de 42 anys. Per cada 100 dones de 18 o més anys hi havia 83,4 homes.
La renda mediana per habitatge era de 110.348 $ i la renda mediana per família de 129.812 $. Els homes tenien una renda mediana de 96.672 $ mentre que les dones 48.542 $. La renda per capita de la població era de 48.629 $. Aproximadament el 2,6% de les famílies i el 4,1% de la població estaven per davall del llindar de pobresa.

## Poblacions més properes
El següent diagrama mostra les poblacions més properes.